# 永井直矢
永井 直矢（ながい なおつら）は、摂津高槻藩の第12代藩主。

## 略伝
天保13年（1842年）、豊後杵築藩主松平親良の次男として生まれる。文久元年（1861年）9月25日、第11代藩主永井直輝の隠居により家督を相続した。幕領3万2300石を預かった。同年9月晦日、京都火消役を命じられる。同年12月16日、従五位下飛騨守に叙任する。
文久3年（1863年）2月29日、上洛する。同年3月2日、二条城の警備を命じられる。同年3月30日、京都警備を命じられる。同年7月19日、京都火消役を命じられる。同年8月18日、二条城の警備を命じられる。元治元年（1864年）5月5日、従五位上に昇進する。
幕末期には佐幕派として大坂・京都の警備を担当した。慶応元年（1865年）4月17日に死去した。享年24。跡を養子の直諒が継いだ。